# Angelo Caloiaro
Angelo Dominik Caloiaro (Saratoga, 28 luglio 1989) è un cestista statunitense naturalizzato italiano.

## Formazione
Viene educato in una famiglia di atleti, che lo allena dalla prima infanzia alla pallavolo e al basket. Sebbene Caloiaro avesse talento, la sua mancanza di altezza gli impediva di ottenere una stabile presenza in campo presso l'Archbishop Mitty High School di San Jose, in California, i cui programmi sportivi di livello nazionale hanno prodotto molti futuri giocatori professionisti. 

Cresciuto agonisticamente negli ultimi due anni del liceo, dal 2009 si afferma nel basket universitario con i Dons dell'Università di San Francisco.

## Carriera
Ala italo-americana, ha disputato quattro stagioni alla University of San Francisco. Ha esordito da professionista nel Rilski Samokov nel febbraio 2013, e dalla stagione 2013-14 milita in Basketball-Bundesliga nel Mitteldeutscher, mentre suo fratello Vinny giocava a calcio con l'FC Weissenfels.
Dopo aver giocato in Bulgaria, Spagna, Germania, e col Banvit in Turchia, il 26 giugno 2019 firma un contratto annuale col Maccabi Tel Aviv.

## Vita privata
Il cognome ha radici italiane, da parte del bisnonno paterno. 

Entrambi i genitori di Caloiaro provengono da una famiglia numerosa, legata alle tradizioni, ed hanno un passato agonistico già dall'adolescenza. I parenti vivono a Saratoga e nella Bay Area.
Joan e il fratello Vinny hanno giocato a livello professionistico, rispettivamente a pallavolo e a calcio. Due cugini sono stati convocati nella nazionale statunitense di calcio e rugby, mentre la cugina Kerri Walsh ha vinto tre medaglie d'oro e un bronzo olimpico nel beach volley.
Oltre al basket, sarebbe stata una sua aspirazione diventare un giocatore professionista di baseball.

## Statistiche

### College
| Anno      | Squadra           | PG  | PT  | MP   | TC%  | 3P%  | TL%  | RP  | AP  | PRP | SP  | PP   |
| --------- | ----------------- | --- | --- | ---- | ---- | ---- | ---- | --- | --- | --- | --- | ---- |
| 2008-2009 | S. Francisco Dons | 30  | 12  | 25,4 | 41,1 | 27,4 | 68,9 | 3,9 | 1,4 | 0,6 | 0,2 | 6,0  |
| 2009-2010 | S. Francisco Dons | 30  | 29  | 28,0 | 49,7 | 49,1 | 73,2 | 3,7 | 1,7 | 0,7 | 0,1 | 8,9  |
| 2010-2011 | S. Francisco Dons | 34  | 32  | 33,4 | 39,5 | 32,7 | 78,7 | 7,3 | 1,9 | 0,8 | 0,3 | 9,9  |
| 2011-2012 | S. Francisco Dons | 34  | 34  | 30,8 | 49,0 | 39,2 | 79,3 | 6,0 | 2,4 | 1,6 | 0,2 | 14,2 |
| Carriera  | Carriera          | 128 | 107 | 29,5 | 45,0 | 37,5 | 76,9 | 5,3 | 1,8 | 0,9 | 0,2 | 9,9  |

### Eurolega
| Anno      | Squadra          | PG  | PT | MP   | TC%  | 3P%  | TL%  | RP  | AP  | PRP | SP  | PP  |
| --------- | ---------------- | --- | -- | ---- | ---- | ---- | ---- | --- | --- | --- | --- | --- |
| 2018-2019 | Maccabi Tel Aviv | 30  | 27 | 24,8 | 47,9 | 31,5 | 79,2 | 4,8 | 1,4 | 1,2 | 0,1 | 7,4 |
| 2019-2020 | Maccabi Tel Aviv | 18  | 10 | 21,0 | 45,6 | 34,4 | 81,8 | 2,8 | 1,4 | 0,7 | 0,0 | 5,6 |
| 2020-2021 | Maccabi Tel Aviv | 33  | 27 | 25,6 | 46,4 | 31,7 | 81,8 | 3,4 | 1,7 | 0,8 | 0,1 | 5,9 |
| 2021-2022 | Maccabi Tel Aviv | 35  | 12 | 19,7 | 43,5 | 32,5 | 91,3 | 3,1 | 1,3 | 0,6 | 0,0 | 3,3 |
| Carriera  | Carriera         | 116 | 76 | 22,9 | 46,2 | 32,2 | 82,3 | 3,6 | 1,4 | 0,8 | 0,1 | 5,4 |

## Palmarès
- Campionato israeliano: 3

Maccabi Tel Aviv: 2018-19, 2019-20, 2020-21
- Coppa di Israele: 1

Maccabi Tel Aviv: 2020-21
- Coppa di Lega israeliana: 2

Maccabi Tel Aviv: 2020, 2021